# 小岳寺乡
小岳寺乡，是中华人民共和国河南省驻马店市上蔡县下辖的一个乡镇级行政单位。

## 行政区划
小岳寺乡下辖以下地区：
小岳寺村、时庄村、郭七村、杨炉村、双河村、边张村、坡吴村、赵集村、陈集村、大岳寺村、望东湖村、朱寨村、大明村、西伍张村、大屯村和业王村。